# Math
Math, vollständiger Name Math fab Mathonwy [maːθ vaːb ma'θonwi] oder Math ap Mathonwy („Math, Sohn des/der Mathonwy“), ist in der 
keltischen Mythologie von Wales König von Gwynedd. Seine Neffen sind Gwydyon und Gilfaethwy, seine Nichte ist Arianrhod.

## Mythologie
Im „Vierten Zweig des Mabinogi“ (Math fab Mathonwy, „Math, der Sohn Mathonwys“) wird die Geschichte von Math und seiner schönen Fußhalterin (mittelkymrisch troedawg, von troed – „Fuß“) Goewin erzählt, nach der er
[...] nicht anders leben konnte, als dass er seine beiden Füße auf die Spalte setzte, die zwischen den Schenkeln einer Jungfrau klafft, es sei denn, wenn das Toben des Krieges ihn hindert.
Als Gilfaethwy sich in Goewin verliebt, will sein Bruder Gwydion ihm helfen und provoziert einen Krieg gegen Pryderi, so dass Math seine Fußhalterin verlassen muss. Jedoch statt Gilfaethwy vergewaltigt Gwydyon Goewin (in einer anderen Version ist doch Gilfaethwy der Täter). Diese kann deshalb ihr Amt als Fußhalterin nicht mehr ausüben, da dies nur einer Jungfrau möglich ist.
Als Math an seinen Hof Caer Dathyl in Arfon zurückkehrt, erfährt er von Goewins Schicksal und bietet ihr an, sie zu heiraten, was auch geschieht. Seine Neffen verwandelt er zur Strafe für die Zeit von drei Jahren in Hirsch und Hirschkuh, Eber und Sau, Wolf und Wölfin. Er nimmt ihnen ihre Jungen ab, die er in menschliche Kinder verwandelt: Bleiddwn, Hyddwn und Hychdwn. 
Danach verwandelt Math seine Neffen wieder in Menschen zurück, unter der Bedingung, dass sie eine neue Jungfrau finden, in deren Schoß er seine Füße legen kann. Gwydion schlägt seine Schwester Arianrhod vor, doch es stellt sich heraus, dass sie schwanger ist. Ein Kind, Dylan, ist ein Meeresgeschöpf, während das andere bei seiner Geburt nur ein Klumpen ist, den Gwydion in einer Kiste versteckt. 
Seine Mutter Arianrhod belegt dieses Kind Llew Llaw Gyffes mit dem cynnedyf (walisisch für „Tabu“, vergleiche irisch geis), dass er niemals eine menschliche Frau haben dürfe. Darum wendet sich Gwydion an Math und gemeinsam erschaffen sie aus Eiche, Ginster, Gänseblümchen und Lilien eine Frau namens Blodeuwedd, die Llew auch heiratet, ihn aber bald mit Goronwy betrügt und ermorden will.